# Harry Stelzner
Harry Stelzner (* 17. Januar 1932 in Deutsch-Eylau; † 25. Januar 2016 in Schleswig) war ein deutscher Fußballspieler.
1954 kam Stelzner zum 1. FC Köln, bei dem gerade Kurt Baluses das Trainer-Amt übernommen hatte. In der Saison 1954/55 kam er zwölfmal zum Einsatz, wobei ihm zwei Tore gelangen. Der endgültige Sprung in die Stammelf gelang ihm jedoch nicht. Am Saisonende verließ er den Verein wieder.

## Vereine
- 1954–1955 1. FC Köln
- 1955–1957 Rheydter Spielverein

## Statistik
- Oberliga West: 12 Spiele; 2 Tore

- DFB-Pokal: 1 Spiel